# 16e législature de la Knesset

Liste des membres de la 16e Assemblée de la Knesset

## A
- Eli Aflalo
- Uri Yehuda Ariel
- Colette Avital
- Ruhama Avraham
- David Azoulay

## B
- Ronni Bar-On
- Mohammad Barakeh
- Binyamin (Fouad) Ben-Eliezer
- Eli Ben-Menachem
- Shlomo Benizri
- Daniel Benlolo
- Azmi Bishara
- Naomi Blumenthal
- Ze'ev Boim
- Victor Brailovsky
- Ronny A. Brison
- Roman Bronfman

## C
- Eitan Cabel
- Reshef Chayne
- Méir Chétrit
- Amnon Cohen
- Eliezer Cohen
- Ilana Cohen
- Ran Cohen
- Yitzhak Cohen

## D
- Nissim Dahan
- Abdulmalik Dehamshe
- Chemi Doron

## E
- Yuli-Yoel Edelstein
- Jacob Edery
- Effi Eitam
- Michael Eitan
- Taleb el-Sana
- Arié Eldad
- Binyamin Elon
- Gilad Erdan
- Gideon Ezra

## F
- Gila Finkelstein

## G
- Moshe Gafni
- Zehava Gal-On
- Gila Gamliel
- Inbal Gavrieli
- Erela Golan
- Michael Gorlovsky

## H
- Shmuel Halpert
- Yehiel Hazan
- Zvi Hendel
- Isaac Herzog
- Avraham Hirchson

## I
- Dalia Itzik

## K
- Moshe Kahlon
- Ayoub Kara
- Haim Katz
- Yisrael Katz

## L
- Uzi Landau
- Tommy Lapid
- Ilan Leibovitch
- David Levy
- Yitzhak Levy
- Yaakov Litzman
- Limor Livnat
- Eti Livni
- Tzipi Livni

## M
- Raleb Majadele
- Issam Makhoul
- Yaakov Margi
- Michaël Melchior

## N
- Meshulam Nahari
- Lea Nass
- Dan Naveh
- Benyamin Netanyahou
- Orit Noked
- Michael Nudelman

## O
- Ehud Olmert
- Zevulun Orlev
- Chaim Oron

## P
- Joseph Paritzky
- Ophir Paz-Pines
- Shimon Peres
- Yair Peretz
- Amir Peretz
- Meli Polishook-Bloch
- Avraham Poraz
- Meir Porush

## R
- Haïm Ramon
- Ehud Rassabi
- Michael Ratzon
- Avraham Ravitz
- Reuven Rivlin
- Pnina Rosenblum

## S
- Gideon Sa'ar
- Eliezer Sandberg
- Yossi Sarid
- Ilan Shalgi
- Silvan Shalom
- Ariel Sharon
- Omri Sharon
- Avraham Shochat
- Yuri Shtern
- Shalom Simhon
- Nissan Slomiansky
- Ephraim Sneh
- Marina Solodkin
- Yuval Steinitz

## T
- Wasil Taha
- David Tal
- Yuli Tamir
- Ahmed Tibi

## V
- Yitzhak Vaknin
- Avshalom Vilan
- Matan Vilnai

## W
- Majalli Whbee

## Y
- Shaul Yahalom
- Igal Yasinov
- Dani Yatom
- Ehud Yatom
- Eli Yishaï

## Z
- Jamal Zahalka
- Nissim Zeev